# Sant’Angelo a Fasanella
Sant’Angelo a Fasanella község (comune) Olaszország Campania régiójában, Salerno megyében.

## Fekvése
A megye központi részén fekszik. Határai: Bellosguardo, Corleto Monforte, Ottati, Petina és Roscigno.

## Története
Első említése a 12. századból származik, a Catalogus baronumból. A következő századokban nemesi birtok volt. A 19. században nyerte el önállóságát, amikor a Nápolyi Királyságban felszámolták a feudalizmust.

## Népessége
A népesség számának alakulása:

## Főbb látnivalói
- Santa Maria Maggiore-templom
- San Michele Arcangelo-templom
- Madonna della Pietà-templom